# Two Greedy Italians
Two Greedy Italians es una serie de televisión de la BBC que vio la luz el 4 de mayo de 2011 en el canal secundario de la BBC en Reino Unido. El programa contaba con los chefs Gennaro Contaldo y Antonio Carluccio que mientras hacían turismo por Italia mostraban como la sociedad y la comida han ido evolucionado en los últimos años. Está producido por Nicola Gooch.

## Episodios
Primera Temporada
- La Familia (primera emisión el 4 de mayo de 2011): Antonio y Genaro regresan a Italia para descubrir qué ha cambiado en cultura italiana;
- La comida del hombre pobre (primera emisión el 11 de mayo de 2011): Los dos chef visita Campania y aprender cómo la pobreza del pasado en Italia hizo mejorar sus platos;
- Orgullo regional (primera emisión el 18 de mayo de 2011): Antonio regresa a su ciudad natal de Borgofranco, en la región italiana de Piedmont;
- Santos y Milagros (primera emisión el 25 de mayo de 2011): Ateo Antonio y Católico Gennaro en el peregrinaje culinario a través de los monasterios de Apulia  monasterios.

Segunda Temporada
- Calabria Y Bambinone (primera emisión el 19 de abril de 2012): Antonio y Gennaro empiezan la segunda temporada investigando cómo la comida de los niños en Italia ha cambiado desde que ellos eran jóvenes.
- Liguria Y La Bella Figura (primera emisión el 26 de abril de 2012): Los dos chefs visitan Portofino y observan cómo la historia social de Italia ha creado cultura.
- Los Alpes y Arrangiarsi (primera emisión el 10 de mayo de 2012): Arrangiarsi significa el arte de hacer.
- Lazio Y Machismo (primera emisión el 17 de mayo de 2012): El viaje de la pareja a Roma para ver como viven los italianos de hoy en día.